# Mucc
MUCC  (ムック, en Katakana pronunciado “Mukku”) es un grupo formado en 1997 que inicialmente se englobaba dentro del Angura-Kei, mezclando bases funkys y jazzeras con sonido rock y metálico y que en los últimos años se ha reorientado más hacia el J-Rock aunque sin olvidar los elementos que les dieron la fama. En 2003 firmaron con Universal Music convirtiéndose en majors, aunque sin abandonar su anterior sello Danger Crue. El nombre del grupo fue decidido por Miya tomando el nombre de un personaje del famoso programa infantil Ponkickies. El nombre también es un juego de palabras puesto que “6/9” se puede pronunciar “muku” (六九) en japonés.

## Historia

### Primeros años (1997-1999)
El grupo inicia actividades el 4 de mayo de 1997 en la prefectura de Ibaraki (Japón) y está formado por Tatsurou (aunque en estas fechas se hacía llamar TATTOO) como vocalista, Miya (como guitarrista y principal compositor y letrista), Hiro al bajo y SATOchi a la batería. En octubre dan su primer concierto en Tsuchiura Kameshiro Plaza (un pequeño local de la ciudad de Tsuchiura) y en diciembre distrubuyen gratuitamente durante sus conciertos su primera demotape llamada “NO!?”. El año 98 empezó con su primer lanzamiento oficial, la demotape "Aika (哀歌)", que fue puesta a la venta a través de Misshitsu Neurose Records el 20 de marzo. En octubre darán un par de conciertos con sus grandes amigos y valeedores cali≠gari. El año termina con la distribución gratuita de una nueva demotape "Tsubasa wo kudasai (翼をください)" durante su concierto del 1 de diciembre en el Mito Light House (sala de conciertos que se convertiría en habitual lugar de conciertos para MUCC durante estos años). El 14 de febrero de 1999 dieron su primer concierto one-man (con cierto sin teloneros, solo ellos) en el Mito Light House, ese mismo día saldría a la venta su segunda demotape "Shuuka (愁歌)" que contenía entre otras “Ayatori”, una canción que con el tiempo se convertiría de las favoritas entre los seguidores y una curiosa versión de “House of the rising sun” llamada “Roberto no theme” y que esta "cantanda" por Roberto, que es una rana de peluche de YUKKE. Cuando todo parecía que empezaba a funcionar, Hiro decidió abandonar el grupo aunque en menos de una semana se encontró sustituto perfecto, YUKKE, un gran amigo de Miya y que no dudo en aceptar la invitación ya que estaba impresionado por la calidad del grupo. El 22 de febrero da su primer concierto con el grupo estableciendo la formación que dura hasta la actualidad. El 5 de mayo tuvieron un concierto en el Mito Light House para celebrar el segundo aniversario del grupo llamado irónicamente “2º aniversario +1”, puesto que el verdadero aniversario era el 4 de mayo. Durante julio y agosto tendrían su primer tour llamado Shinrei taiken bus tour Vol,1 durante la cual distribuirían gratuitamente su última demotape “Aka (アカ) y que terminaría con un one-man en su sitio preferido, el Mito Light Club. Ya en diciembre empezaron otra nueva gira llamada Misemono antique que se extendería hasta febrero del año siguiente y que serviría para promocionar el primer disco del grupo (o mejor dicho mini-álbum, ya que solo contaba con 5 canciones) “Antique (アンティーク)" que salió el 25 de diciembre en una tirada limitada a 1000 copias.

### Consolidación (2000-2003)
En el año 2000 el grupo empieza a lograr cierto reconocimiento llegando a aparecer en revistas como la FOOL’S MATE (número 221) y Shoxx (número 88). En un evento el 8 de junio en la tienda “Like an Edison” de Shinjuku, TATTOO cambia de nombre y quiere empezar a ser conocido por su verdadero nombre Tatsurou. Un cambio similar sucede el 14 de agosto cuando se anuncia que el grupo pasa de llamarse MUCC a ムック (Mukku). Durante el “MUCC” day de este año (se celebra el 9 de junio, pero leyendo la fecha en japonés es el 6/9, haciendo referencia al nombre del grupo) lanzan una segunda edición de “Antique (アンティーク)" y su primer maxi-single "Shoufu/Hai (娼婦/廃)" en formato CD de 8 cm. El 17 de julio lanzan una nueva canción llamada “Kokuen (黒煙)" como parte un recopilatorio de diferentes grupos llamado “NON-STANDARD FILE ~@6sight~”. Poco después empiezan su primera gran gira llamada Kichiku no shikakezaiku que les mantiene ocupados todo el verano y finaliza el 29 de agosto con un concierto en el Shinjuku Loft para el que se vende todo su aforo (500 entradas) en menos de 3 horas. De aquí a final de año darían algunos conciertos más y participarían en diversos eventos como en el “SHOCK WAVE 2000 "Halloween live party"”. El 2001 se inicia con el lanzamiento de su primer disco el 7 de enero “Tsuuzetsu (痛絶)", disco que se volvería a lanzar el 17 de junio en una versión remezclada y remasterizada bajo el nombre de “Tsuuzetsu ~inshouchigai~ (痛絶～印象違～)". Poco después, el 15 de julio, editan 2 singles simultáneamente “Akaban (赤盤)" and “Aoban 青盤)" que promocionarían en la gira que bajo el nombre de Koihanabi kuruizaki 99 natsu había empezado el día 13 y les tendría ocupados de nuevo todo el verano. El 25 de diciembre editan un nuevo mini-álbum (el primer lanzamiento que hacen a través de Danger Crue) llamado “Aishuu (哀愁)", que es prácticamente una regrabacion de su demotape “Shuuka (愁歌)". El año termina con una pequeña gira two-man con Kagerou llamada Soutou no ryu -Double dragón- que termina el 9 de enero y que prácticamente engancha con su MUCC 2002 Winter Tour. El año 2002 vería el nacimiento del propio sello discográfico del grupo llamado “Shu” (朱) que funcionaba dentro de Danger Crue y del club de fanes oficial llamado "Shuu no to (朱ゥノ吐)". A través de su propio sello lanzarían el 21 de enero un nuevo sencillo "Fu wo tataeru uta (負ヲ讃エル謳)" en una edición limitada de 10000 unidades. Tras agotarse rápidamente, el 10 de junio se lanzaría una nueva edición del sencillo y del disco “Tsuuzetsu (痛絶)". El día anterior a estas reediciones, y coincidiendo con el MUCC day, un nuevo single vio la luz, “Suisou (水槽)" en una tirada limitada a 6900 copias y que fue vendido por los propios componentes del grupo en la tienda “Like an Edición” de Shinjuku. El 6 de septiembre (el MUCC day a la inversa) sale el nuevo disco del grupo “Homura Uta (葬ラ謳)" cuya primera edición se agotó en apenas un mes, lo que llevó a sacar una nueva versión un mes más tarde (el 18 de octubre) que incluía el primer videoclip del grupo, “Zetsubou”. Para promocionar el disco, se embarcaron en su primera gira one-man, llamada simplemente MUCC oneman tour "Homurauta" y que finalizaría en el Shibuya-AX. El 2003 empieza de forma tranquila puesto que hasta el 5 de mayo no tienen ningún lanzamiento, ese día lanzan un nuevo single “Ware, arubeki basho (我、在ルベキ場所)" en 3 ediciones distintas y pocos días después inician una pequeña gira para su promoción llamada MUCC Tsuyu no tour "Arubeki basyo".

### Haciéndose Majors (2003-2005)
No se conoce la fecha exacta, pero entre junio y julio del 2003, MUCC firman con Universal Records para que distribuya sus CD convirtiéndose en majors, a pesar de ser una buena noticia para el grupo, diversos problemas estuvieron a punto de llevar a la ruptura del grupo en estas fechas. Superados esos problemas, celebraron su vuelta major con una gira de 21 fechas llamada MUCC 2003 Natsu no tour - Nihonrettou konton heisei kokoro no naka que finalizaría en el Tokyo Bay NK Hall (pabellón con capacidad para 7000 personas) concierto que se grabó para su posterior edición en DVD. Durante esta gira se promocionó el primer álbum major del grupo “Zekuu (是空)" que salió a la venta el 3 de septiembre. El 28 de diciembre volverían al Tokyo Bay NK Hall para participar junto con Gazette, Miyavi y Deadman entre otros en el “Beauti-Fool's Fest03 -Gendai kisou hakurankai-“ festival celebrado por la revista FOOL’s MATE. El 2004 empieza con una nueva gira de 10 fechas centrada en Tokio llamada Shutoken syucyu syukan 10days cuyo último concierto en el Shibuya-AX fue retransmitido por televisión. El 25 de febrero sale su primer single como major “Rojiura boku to kimi e (路地裏 僕と君へ)" y el 9 de junio (el MUCC day) saldría el segundo single del año “Monochro no Keshiki (ﾓﾉｸﾛの景色)" que fue presentado con un concierto sorpresa en en la plaza de la estación de metro de Shinjuku. Cabe destacar que en este concierto se presentan habiendo abandonado totalmente la estética visual que habían llevado los anteriores años. Estos dos singles serían incluidos en el nuevo álbum del grupo que saldría a la venta el 1 de septiembre con el nombre de “Kuchiki No Tou (朽木の灯)" y que les embarcaría en su 2004 Fall tour "Souransyuko". Como resultado de la gira saldría un álbum en directo “Kuchiki No Tou Live at Roppongi (ﾗｲｳﾞ ｱｯﾄ 六本木)", que vendría a ser una versión en directo del “Kuchiki No Tou (朽木の灯)" y fue grabado en el primer concierto de la gira, el 4 de septiembre en el Laforet Museum de Roppongi. El 2005 en el que se empezaría a ver definitivamente el alejamiento del grupo del Visual kei para convertirse en un grupo de J-Rock. Este cambio se vería perfectamente reflejado en el primer single del año “Kokoro no nai machi (ココロノナイマチ)" que saldría el 30 de marzo. Tras una pequeña gira para promocionar el single, vería la luz el segundo single del año “Ame no orchestra (雨のオーケストラ) el 8 de junio. El MUCC day de este año se celebraría en el Tokyo Kinema Club en un concierto que empezó a las 9:06. Antes del concierto se repartieron gratuitamente 6969 copias del DVD “MUCC no hi” en la planza de la estación de metro de Shinjuku.

### Mirando al exterior (2005-2006)
La segunda mitad del año 2005 trajo su apertura al mercado exterior. Con el éxito asegurado en Japón, se empezó a trabajar en el mercado europeo. En junio se acuerda la edición de “Homura Uta”, “Zekuu” y “Kuchiki no Tou” en Europa y en agosto se produce la primera minigira europea, tocando en el festival de metal alemán “Wacken Open Air” y teniendo sendos one-man en Hamburgo y París (concierto en el que se empezó a vender la edición francesa de “Homura Uta (葬ラ謳)" que traía un dvd exclusivo. Finalmente saldría a la venta para todo el público en Francia el 10 de octubre y “Kuchiki no Tou (朽木の灯)" en Alemania el 12 de septiembre a través de los sellos Soundlicious y Gan-Shin respectivamente. A la vuelta de esta pequeña parada europea, el grupo empezó una ambiciosa gira de 25 fechas llamada 2005 Fall Tour "Tonan no Houyoku" con la que promocionaron el single “Saishuu Ressha (最終列車)" editado el 19 de octubre y el disco “Houyoku (鵬翼)" que salió a la venta el 23 de noviembre y que rompía con el sonido MUCC. En una entrevista previa al lanzamiento del disco, Miya, el líder del grupo anunciaba que será bastante diferente a nuestros CD anteriores. Será un nuevo lado de MUCC. Un dvd con todas las canciones del disco todas en directo grabado durante la gira Tonan no Houyoku fue editado posteriormente. El año finalizaba con el anuncio de la campaña MUCC’s Devilish Year 2006 que anunciaba una serie de lanzamientos en meses consecutivos a lo largo un año 2006, que tenía toda la pinta de ir a ser muy importante en la historia del grupo. El primer lanzamiento de la campaña seria la edición en Europa de su “Houyoku (鵬翼)" el 27 de enero, el 15 de febrero sacan un nuevo single “Gerbera (ガーベラ)" (canción que había sido grabada en el 2003 y tocada por primera vez MUCC day del 2005), el 29 de marzo saldría el dvd “Tonan no Houyoku (図南の鵬翼)" grabado en la gira anterior y el 26 de abril sacan su sexto disco de estudio, llamado “6” y que era una vuelta al sonido más duro de MUCC y se interpreta como una especie de disco de caras b y rarezas.En mayo Gan-Shin lo editaría en Alemania junto con “Zekuu (是空)" y “Homura Uta (葬ラ謳), el 24 de este mes, saldría otro nuevo sencillo “Ryuusei(流星). Durante este mes, tendrían su segunda gira mundial con 2 conciertos en China y 6 en Europa. Además, este año por primera vez, el MUCC day no tendría lugar el 9 de junio, sino que se celebró el 6 del 6 del 2006 en el Nippon Budokan Hall cuyas 16000 fueron puestas a la venta el día anterior al concierto y se agotaron en apenas 3 horas. Durante este concierto se entregó a quienes presentasen unos vales incluidos en los últimos lanzamientos, los discos "Cover Parade mini" y “Cover Parade”, que contenían versiones de diversos artistas japoneses. Tras unos conciertos extras en Japón, llamados World Tour Extra, volvieron al extranjero a tocar, pero esta vez fue a Estados Unidos, donde actuaron dos noches en el Otakon. El 23 de agosto editaban un nuevo sencillo “Utagoe (謡声) que fue la música de inicio del programa televisivo CDTV durante el mes de agosto. Durante septiembre y octubre se embarcaron en una nueva gira bajo el nombre “69” (6 conciertos fueron en la parte oeste de Japón y 9 en la este) y el 8 de noviembre llegaba el último sencillo del año “Horizont (ホリズント)". Los cuatro singles lanzadados durante el año junto con otras canciones nuevas formaron parte del nuevo disco “Gokusai (極彩)" editado el 6 de diciembre en tres versiones diferentes. Tras esto, realizaron una nueva gira MUCC Fuyu Tour 2006-2007 que les mantedria ocupados hasta marzo del 2007.

### Décimo aniversario (2007)
Aún envueltos en la gira, anunciaron nuevos planes con vistas a la celebración del décimo aniversario del grupo. Por un lado el 23 de febrero se edita en Alemania “Gokusai (極彩)" (aunque el disco, pudo ser comprado en los diferentes conciertos de la gira europea). Para marzo se anuncia una gira europea de 10 conciertos que goza de gran éxito (en Finlandia las 800 entradas disponibles se agotaron en un par de horas), un nuevo sencillo “Libra (リブラ) el 21 de marzo y un nuevo disco en directo grabado durante la gira MUCC Fuyu Tour 2006-2007 llamado “ Psychedelic Analysis (サイケデリックアナライシス)" el 28 del mismo mes. El 2 de mayo salió el controvertido single “Flight (フライト)" cuyo video se rodó durante el concierto de París de la gira europea. Para celebrar su décimo aniversario organizaron entre abril y mayo, unos conciertos especiales en los que tocan todas las canciones de todos los discos que han editado en los 10 años como grupo, además a la gente que tuviese los tickets que venían en los últimos lanzamiento del grupo, podrían recibir los bootlegs de la serie “MUCC LIVE BOOTLEGS 1-3”. Esta gira de aniversario, terminó con el “REAL MUCC Day 2” un concierto que se retransmitió a través de internet. Para dejar constancia del aniversario, el 6 de junio sacaron a la venta dos recopilatorios “BEST OF MUCC” y “WORST OF MUCC”.Como colofón a estas celebraciones, MUCC consiguieron hacerse con el puesto de teloneros para la gira de Guns N’ Roses en Japón, pero lo que debería ser una fiesta, se tornó en una de las peores experiencias del grupo a lo largo de su historia, cuando algunos fanáticos japoneses de los Guns se dedicaron a insultarles, abuchearles y lanzarles objetos durante los primeros conciertos.
Para terminar de celebrar el aniversario, el 25 de noviembre darán un concierto de vuelta a casa llamado "10th Anniversary Memorial Live" en el Ibaraki Kenritsu Kenmin Bunka Center, para el que todas las entradas se agotaron rápidamente, la expectación para este concierto ha sido tan grande que se han llegado a pagar 103000 Yenes (unos 650€) por una entrada de primera fila en la reventa

### Shion y Kyuutai (2007-2009)
Un nuevo sencillo salió el 31 de octubre de 2007 llamado “FUZZ (ファズ) incluyendo el tema “Chain-Ring” que sirve como ending del anime “ZOMBIE-LOAN”. En marzo de 2008 salió a la venta su octavo disco de estudio, "Shion" que fue promocionado con extensas giras por Estados Unidos y Europa, de las cuales salieron las grabaciones para el "Live Chronicle 2" que salió a finales del mismo año junto a un nuevo sencillo, "Ageha" producido por Ken de L'Arc~en~Ciel. El año 2009 comenzaría con otro sencillo, "Sora to Ito" en enero y su más reciente disco, "Kyuutai" en marzo. Por los meses de octubre y noviembre realizaron otra gran gira mundial que los llevó a lugares muy distantes de su país natal, comenzando en Rusia y terminando exitosamente con sus dos primeras presentaciones en Latinoamérica (Chile y México).

### Karma (2009-2010)
En noviembre salió el sencillo "Freesia" que logró escalar posiciones hasta llegar al primer lugar en el ranking Oricon de sencillos indies, siendo este el primer lugar conseguido alguna vez por la banda en las carteleras musicales japonesas. Diciembre estuvo lleno de lanzamientos, primero el DVD Live Chronicle 3 - "Kyuutai" in Nippon Budokan- y, por primera vez incursionando en el mundo de las descargas digitales, su más reciente sencillo titulado "Diorama", un tema navideño que pudo descargarse por iTunes desde el 25 de diciembre en Japón.
En el último semestre de 2010 fueron lanzados dos sencillos, "Falling Down" y "Yakusoku", además de su décimo álbum de estudio titulado "Karma". Una gira nacional para promocionar el disco fue llevada a cabo entre los meses de octubre y diciembre del mismo año.

### Actualidad (2011-)
En mayo de 2011, Mucc realizó una presentación llamada "Mucc History Gigs 97～11" en el Nippon Budokan. En este mismo evento, anunciaron el cambio de disquera para Sony Music Associated Records. El sencillo "Akatsuki" fue vendido exclusivamente en ese concierto y en días siguientes, siendo posteriormente lanzado vía descarga digital. Todas las ganancias obtenidas de las ventas de este sencillo serán donadas para las víctimas del terremoto y tsunami de Japón de 2011. En ese mismo año el sencillo Nirvana fue el opening del anime Inu x Boku SS.

## Formación

### Actual
- Voz: Tatsurou (達瑯)
- Guitarra: Miya (ミヤ)
- Bajo: YUKKE

### Exmiembros
- Bajo: Hiro [Abandonó en 1999]
- Batería: SATOchi (SATOち) [Abandonó en 2021]